# 知床財團
公益財團法人知床財團是由日本北海道斜里町和羅臼町共同出資成立的公益團體，以研究北海道知床半島週邊自然環境，並推動環境保護工作為目的。

## 背景
知床財團於1988年由斜里町公所成立，最初名稱為「自然主題知床管理財團」，活動範圍也僅限於知床半島的西半側屬斜里町的轄區內，2003年更名為「知床財團」；2006年羅臼町也加入知床財團的經營，使財團的活動範圍擴及整個知床半島。
財團也接受政府委託經營管理知床國立公園內的遊客設施，包括知床自然中心、知床五湖野外小屋（含知床五湖園區內步道設施）、羅臼旅客中心、羅臼野外小屋。

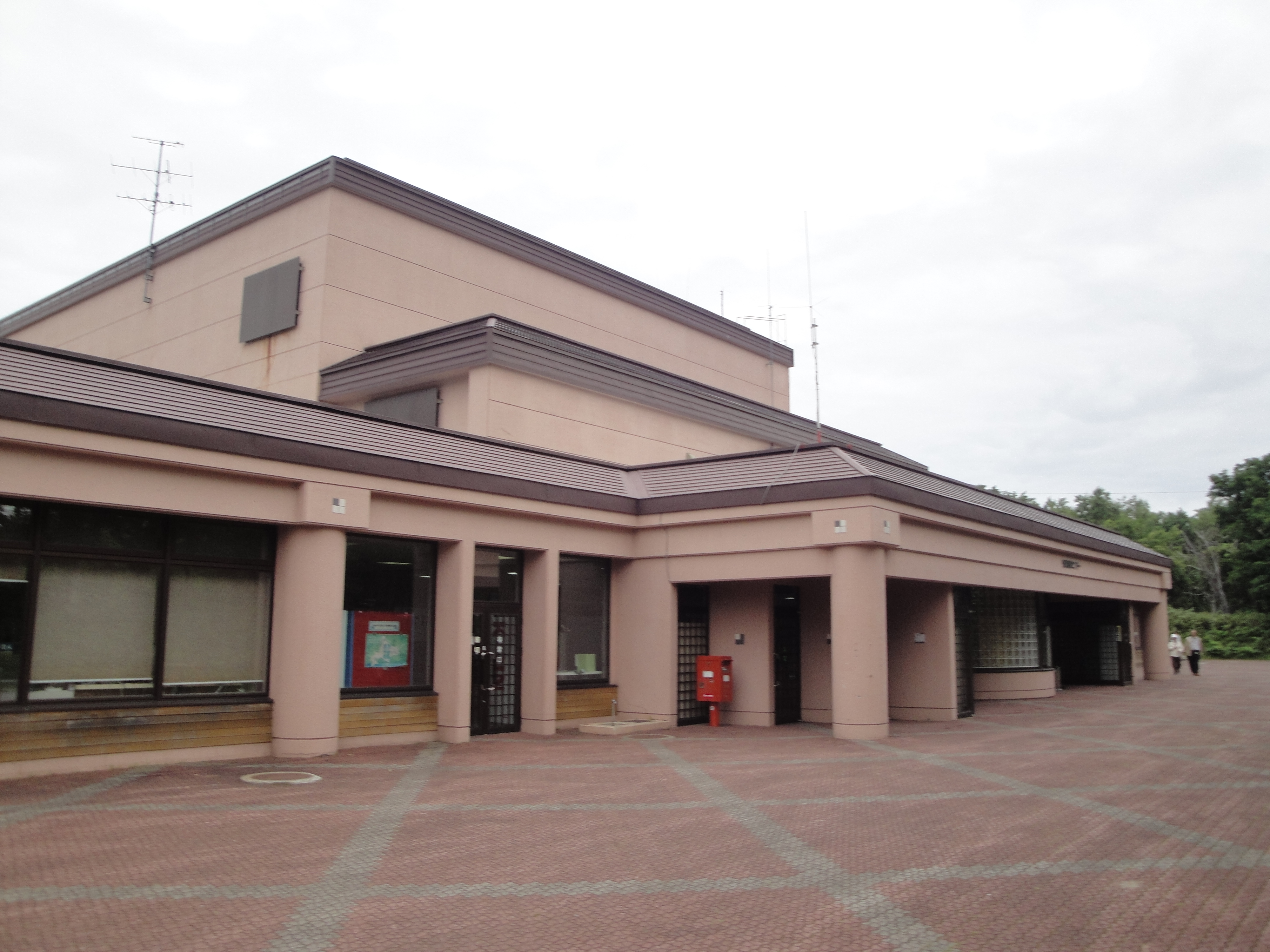
知床自然中心
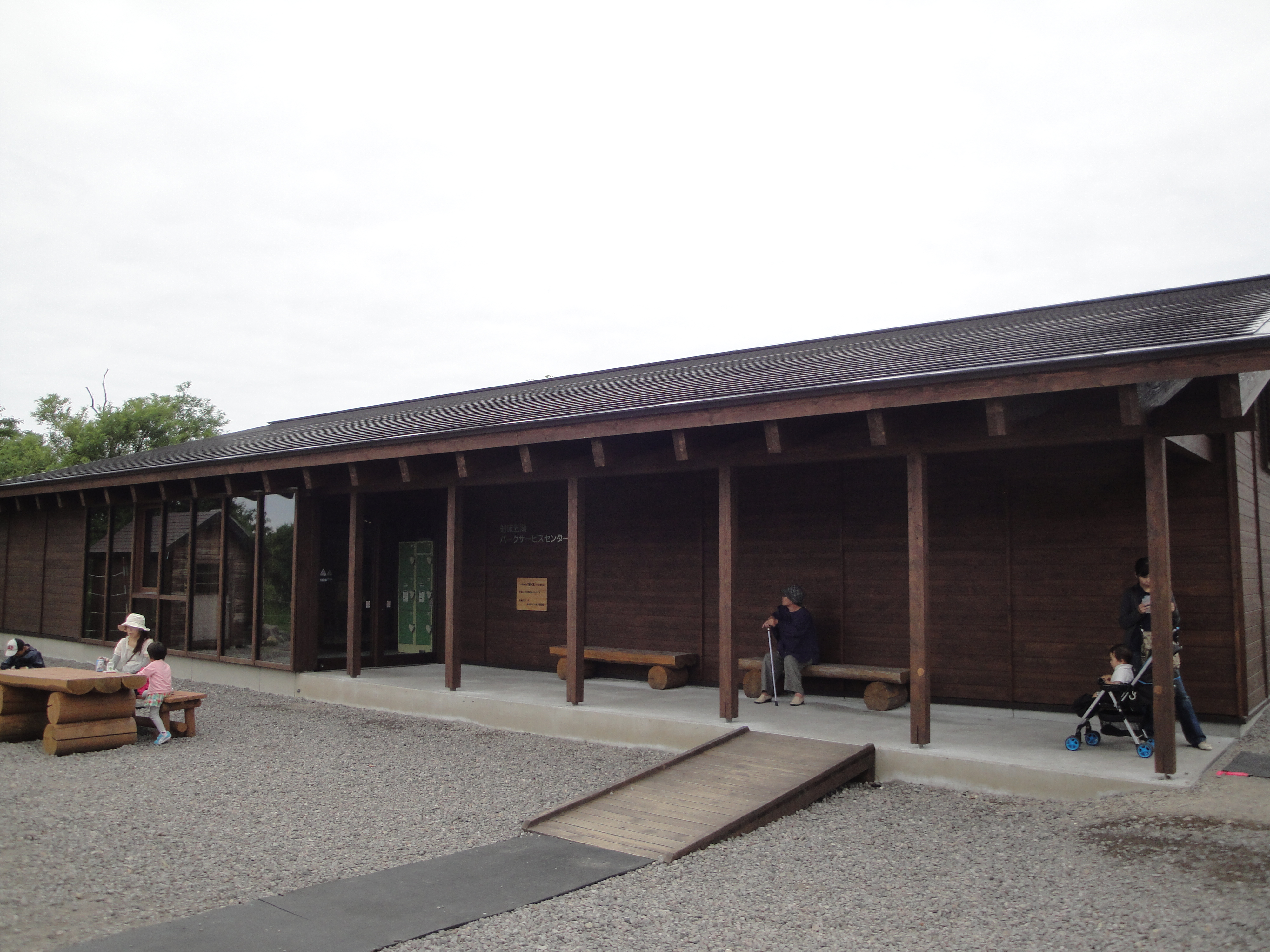
知床五湖野外小屋
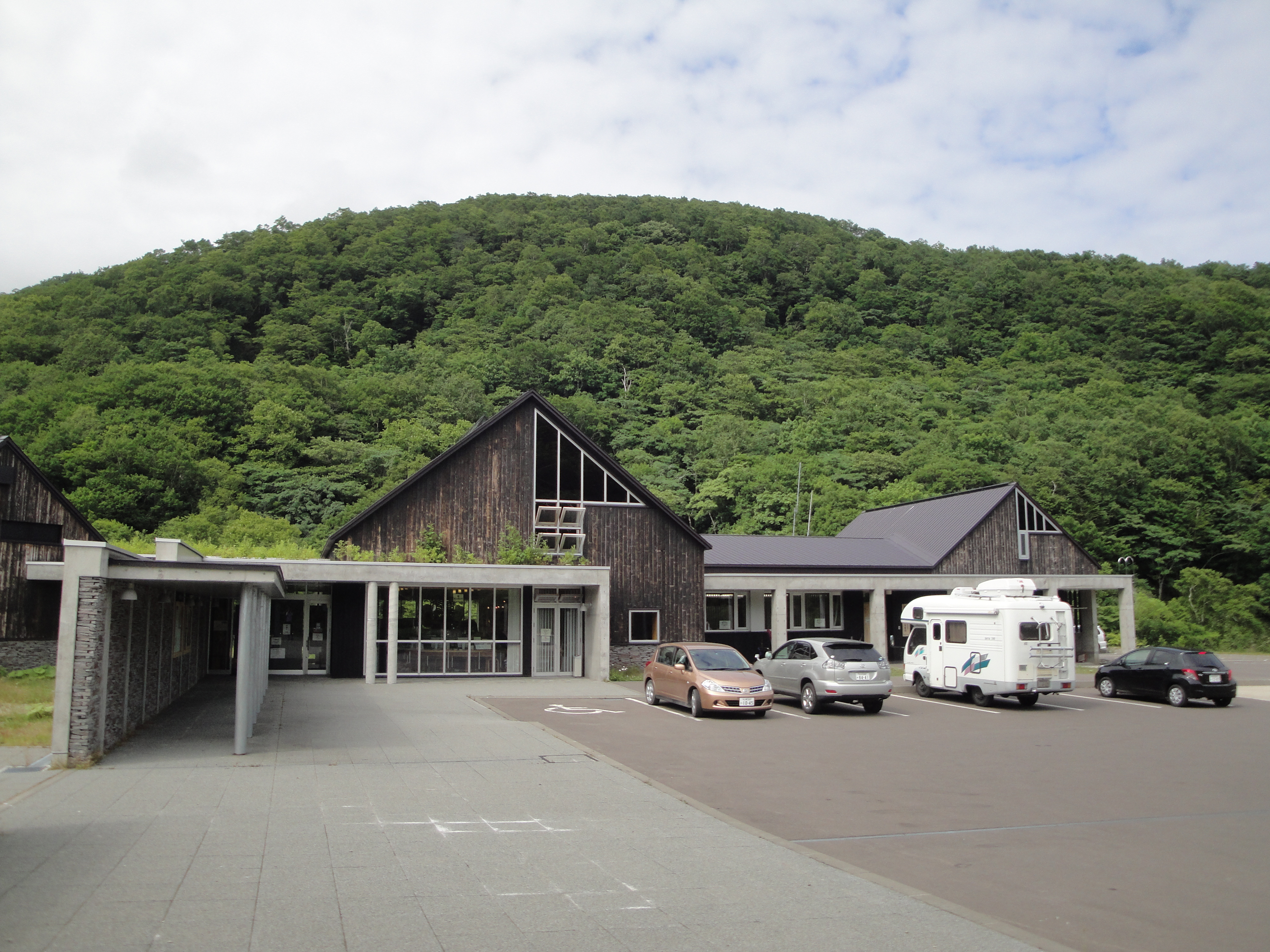
羅臼遊客中心
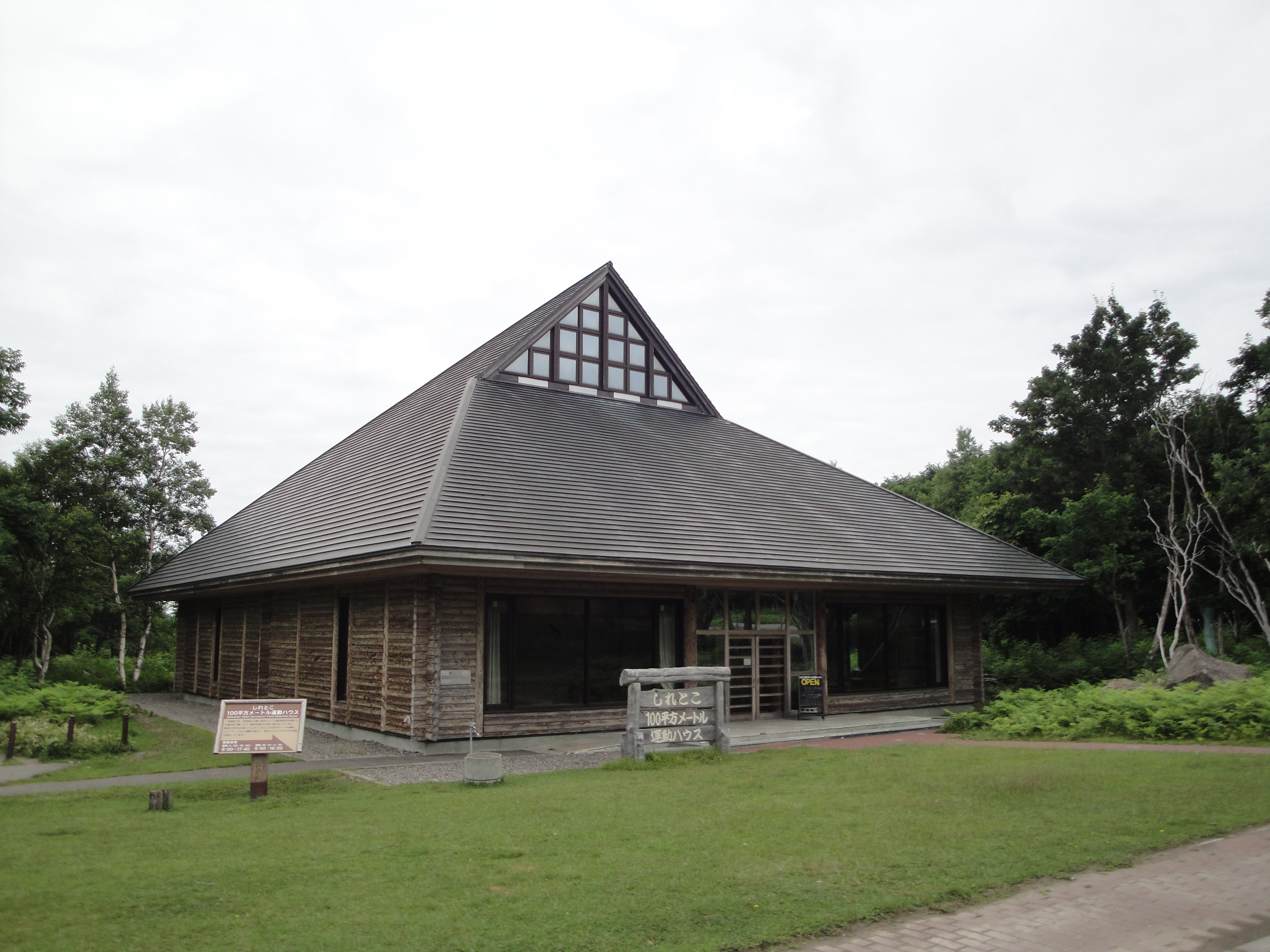
知床100㎡運動小屋

## 外部連結
- （日語） 知床財團 （页面存档备份，存于）
  - （简体中文） 簡體中文網頁 （页面存档备份，存于）
- （日語） 信託知床100㎡運動 （页面存档备份，存于）